# Membrana al·lantoide

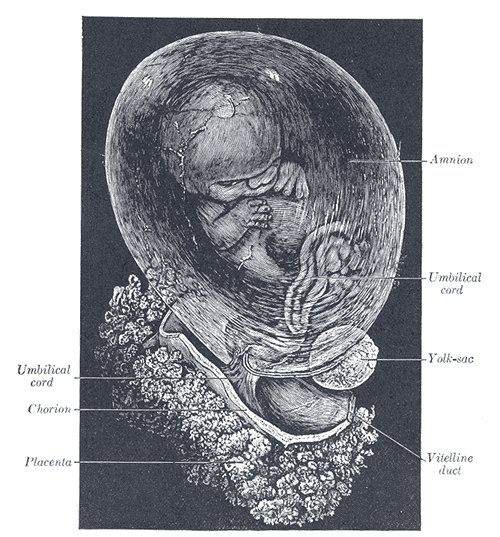
Fetus humà dins de l'amni.

La membrana al·lantoide o, simplement, al·lantoide, és un òrgan embrionari en forma de sac membranós. Participa en l'intercanvi de gasos i líquids de rebuig.
Dels vertebrats, només el anamniotes (peix i amfibis) no tenen aquesta estructura.